# Apisov papirus
Apisov papirus je staroegipčanski  zapis, povezan s svetim bikom Apisom.

## Jezik
Besedilo je napisano na papirusu v hieratsko-demotski pisavi in je delo dveh pisarjev.

## Datiranje
Prvi vir trdi, da je bil papirus napisan sredi 2. stoletja pr. n. št., drugi ga datira v obdobje 26. dinastije, tretji pa v 1. stoletje n. št.

## Vsebina
Besedilo podrobno opisuje pogrebne obrede in postopek balzamiranja svetega bika Apisa, zlasti zadnje faze balzamiranja.
Obred je trajal sedemdeset dni. Svečeniki, ki so opravljali obred,  se v tem času niso smeli striči in kopati. Nositi so morali prav v ta namen izdelana oblačila in glasno objokovati, se prve štiri dni postiti, naslednjih šestinšestdeset dni pa niso smeli piti mleka in jesti mesa.

## Zgodovina preučevanja
Papirus je leta 1821 za Münz und Antikencabinet odkupil dr. Ernst August Burghart za 200 guldnov.
Besedilo je prvi preučeval Heinrich Brugsch. Leta 1886 je von Bergmann objavil prvo fotolitografijo papirusa, leta 1920 pa Wilhelm Spiegelberg njegov prvi prevod. Papirus je od leta 1993 v lasti Kunsthistoriches Museum na Dunaju.